# 褚旭亮
褚旭亮（1982年6月—），山东安丘人，汉族，中国共产党党员。中华人民共和国政治人物、第十三届全国人民代表大会解放军和武警部队代表。
2018年2月24日，当选为第十三届全国人大代表。